# Doros
Doros  (лат.) — род двукрылых из семейства журчалок.

## Описание
Крупные стройные мухи, в медленном полёте похожие на одиночных ос. Брюшко в основани сильно суженно, булавовидное. Крыло по переднему краю равномерно широко затемнённое до вершины радиальной жилки R4+5.

## Биология
Период лёта очень ограниченный. Личинки встречаются на корнях растений и вдуплах деревьев. Личинки Doros profuges является комменсалом муравьев.

## Систематика
В составе рода следующие виды:
- Doros aequalis Loew, 1863
- Doros destillatorius Mik, 1885
- Doros profuges Harris, 1780
- Doros rohdendorfi Simrnov, 1926

## Распространение
Встречается в Палеарктике и на Востоке Неарктики.